# Tine De Caigny
Tine De Caigny (født 9. juni 1997) er en belgisk fodboldspiller, der spiller som midtbanespiller/angrebsspiller for Anderlecht  og for Belgiens landshold.

## Hæder
Anderlecht
Vinder
- Super League: 2017-2018, 2018-2019, 2019-2020,

Toer
- Super League: 2016-2017,

Lierse SK
Vinder
- Belgiske Kvinders Cup: 2015–16

Club Brugge
Toer
- Belgiske Kvinders Cup: 2014–15
- Belgiske Kvinders Cup: 2013–14